# 阿米爾倫德 (明尼蘇達州)
阿米爾倫德（英語：Almelund）是位於美國明尼蘇達州奇薩戈縣阿馬多爾鎮區的一個非建制地區。

## 地理
阿米爾倫德所處的海拔為高於海平面304米（即997英呎），而該地所採用的時區為UTC-6，即北美中部時區（CST）。同時該地設有夏令時間，為UTC-6調快一小時，即UTC-5（CDT）。